# Gabrska Gora, Litija
Gabrska Gora este o localitate din comuna Litija, Slovenia, cu o populație de 51 de locuitori.